# Süleyman Demirel
Sami Süleyman Gündoğdu Demirel, ismertebb nevén Süleyman Demirel (İslamköy, 1924. november 1. – Ankara, 2015. június 17.) török politikus, 1965 és 1993 között hét alkalommal miniszterelnök, 1993 és 2000 között köztársasági elnök.

## Életrajzi adatok
Az elemi iskolát szülőfalujában végezte el, később a középiskolát Ispartában és Afyonkarahisarban. Ezt követően 1949-ben az Isztambuli Műszaki Egyetem általános építő karán végzett. 1949-1950, valamint 1954-1955 között posztgraduális képzés keretében az Amerikai Egyesült Államokban tanult vízgazdálkodást, gátépítést. Részt vett az Adana tartomány északi részén található Seyhan-gát (vízierőmű) építésében, mint projektmenedzser. 1962-1964 között a hadseregnél dolgozott, mint független tanácsadó, mérnök.

## Egyéb adatok
Isparta tartományban található az 1997. július 21-én felavatott, róla elnevezett S.D. repülőtér. Szintén róla nevezték el az erzurumi S.D. Orvosi Központot, amely az Ankarai Egyetem fakultása. 1996-ban alapították a S.D. Egyetemet (Almati, Kazahsztán). Két főutcát neveztek el róla: egyet Isztambulban, egy másikat Muğlában.
Törökországban két beceneve is volt: egyik a Baba (törökül: apa) és a Çoban Sülü (törökül kb.: juhász), valamint humorosan Spartacusnak is nevezik.

## Külső hivatkozások
- A köztársasági elnök honlapja (törökül) (angolul)